# BayFiles
BayFiles fue un sitio web y servicio de alojamiento de archivos que fue creado por dos de los fundadores de The Pirate Bay, un sitio de indexado BitTorrent y tracker. BayFiles funcionaba permitiendo a los usuarios subir archivos a sus servidores y compartirlos en línea. Un aspecto único de este servicio de alojamiento de archivos es que no proporcionaba una función de búsqueda para sus usuarios ni ningún tipo de directorio de archivos que podían ser utilizados para navegar en su base de archivos en línea. BayFiles se podía utilizar y tener acceso a las descargas sin inscribirse en él, y ofrecía un mayor límite de carga que los que pagan una cuota mensual (20Gb por archivo; 500 archivos o 50Gb por hora; 5000 archivos o 500Gb por día). Una de las características fundamentales que tenía el servicio de alojamiento de BayFiles era que sus fundadores optaron por no permitir la carga de cualquier contenido que violara las leyes de copyright de terceros. Esta fue una sorpresa para muchas personas que están familiarizados con los fundadores de la página web The Pirate Bay, que fue censurada por la controversia jurídica sobre los derechos de autor. En los términos de servicio del sitio, se afirmaba que estaba prohibido difundir virus, troyanos y material ilegal o corrupto. El cofundador de BayFiles Fredrik Neij incluso afirmó que contrató el Digital Millennium Copyright Act y que los agentes le ayudaron a asegurarse de que BayFiles cumpliera correctamente con la ley de derecho de autor.